# 아이치현도 제71호선

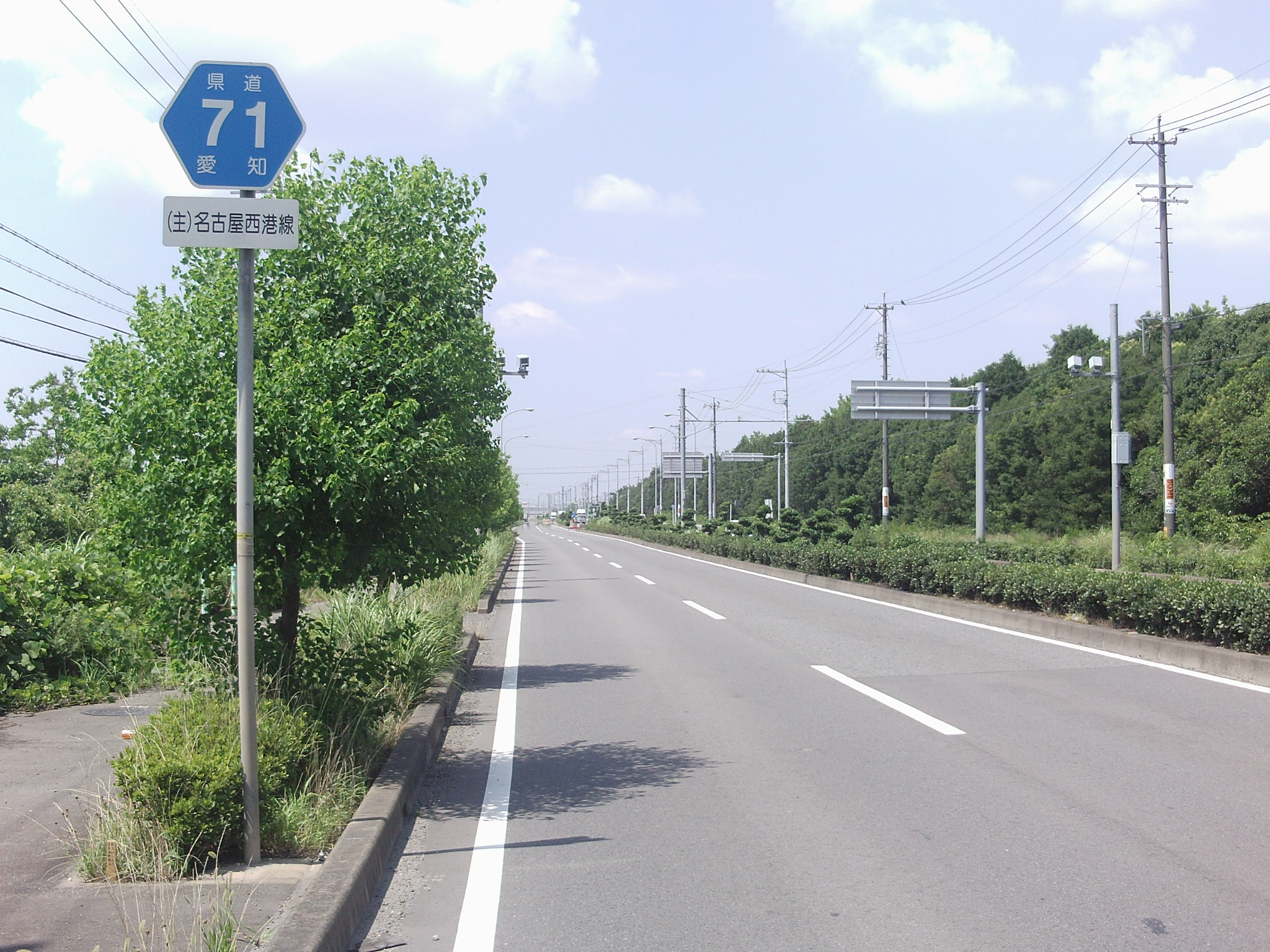
간척지에 입지하고 있는 항구의 물류 관련 시설을 서로 왕래하게 되는 대형 트럭이나 트레일러 등이 자주 통행하게 된다.
(아이치현 아마군 도비시마촌)

아이치현도 제71호선(일본어: 愛知県道71号名古屋西港線, 아이치현도 제71호 나고야 니시코 선)은 나고야항에서 아이치현 야토미시까지 이어주는 현도이자 주요 지방도이다.

## 개요

### 노선 정보
- 기점 : 나고야항
- 종점 : 아이치현 야토미시 이나리

## 역사
- 1970년 2월 2일 : 정식으로 공인

## 노선 개황
- 별칭 : 니시오와리주오 도로(일본어판) (야토미시, 나베타 교차로에서 이나리니시 교차로 사이의 구간에 한함)

## 지리

### 통과하는 지자체
- 아이치현 : 아마군 도비시마촌 - 야토미시

### 통과하는 도로
- 국도 : 국도 제23호선, 국도 제302호선
- 고속도로 : 이세 완간 자동차도(일본어판, 중국어판)
- 현도 : 아이치현도 제66호선, 아이치현도 제103호선

### 주변
- 나고야항 서부목재항
- NHK 나고야 방송국 나베타 라디오 송신소